# Johanne Tusindkierling
Johanne Tusindkierling, död 1608 i Halmstad, var en dansk kvinna som blev avrättad för häxeri i Halland. 
Hon dömdes som skyldig 25 juli 1608 för att ha förorsakat sjukdom hos tamboskap med hjälp av trollkonster, signeri, och för att ha läst Fader Vår baklänges. 
Hon avrättades genom bränning på bål på Galgberget i Halmstad. 
Det finns sex bekräftade avrättningar för trolldom i Halland mellan 1608 och 1687: Johanne Tusindkierling 1608; Kirstine, hustru till Niels Mogensen, 1619; Anders Krybber 1619; Dorothea Joensdotter 1664, Anna Jönsdotter 1686 och Elin Ambjörnsdotter 1687, av vilka hon var den första. 